# Lavant
Lavant település Ausztriában, Tirolban a Lienzi járásban található. Területe 22,55 km², lakosainak száma 290 fő, népsűrűsége pedig 13 fő/km² (2014. január 1-jén). A település 675 méteres tengerszint feletti magasságban helyezkedik el. A falu Lienztől délkeletre fekszik.

## Fordítás
- Ez a szócikk részben vagy egészben  a   Lavant című angol Wikipédia-szócikk ezen változatának fordításán alapul.  Az eredeti cikk szerkesztőit annak laptörténete sorolja fel. Ez a jelzés csupán a megfogalmazás eredetét és a szerzői jogokat jelzi, nem szolgál a cikkben szereplő információk forrásmegjelöléseként.